# Александров Іван Артемович
Іван Артемович Александров (1924, село Царлево Рязанської губернії, тепер Сасовського району Рязанської області, Російська Федерація — ?) — радянський новатор виробництва, слюсар Пензенського годинникового заводу Пензенської області. Депутат Верховної Ради СРСР 4-го скликання.

## Біографія
Народився в селянській родині. У 1942 році закінчив середню школу.
З серпня 1942 року — в Червоній армії, до червня 1943 року навчався в 3-му Ленінградському артилерійському училищі. Учасник німецько-радянської війни з травня 1943 року. Служив командиром взводу управління 3-ї батареї 3-го управління, начальником розвідки 1-го дивізіону, командиром 3-ї батареї 100-го артилерійського полку 93-ї стрілецької дивізії. Двічі був поранений. Воював на Калінінському, Воронезькому, Степовому, 2-му та 3-му Українських фронтах.
Член ВКП(б) з 1944 року.
З 1946 року — слюсар, наладник верстатів-автоматів Пензенського годинникового заводу Пензенської області. Виконував виробничі норми на 180—200 %, раціоналізатор та новатор виробництва.

## Звання
- лейтенант

## Нагороди
- орден Вітчизняної війни ІІ ст. (4.02.1945)
- орден Червоної Зірки (21.09.1944)
- медаль «За відвагу» (29.01.1944)
- медаль «За перемогу над Німеччиною у Великій Вітчизняній війні 1941—1945 рр.»